# Juan José Campanella
Juan José Campanella (Buenos Aires, 19 de julio de 1959) es un director, guionista y productor de cine y televisión argentino. Una de las películas que dirigió, El secreto de sus ojos, ganó el premio Óscar como mejor película de habla no inglesa en 2010.

## Biografía
Tiene ascendencia italiana y española. Por parte materna, su abuela era originaria de la villa gallega de Ribadavia y su abuelo de la pequeña villa asturiana de Taramundi.
Se encuentra en pareja con la vestuarista Cecilia Monti, con quien trabajó en El hijo de la novia, Luna de Avellaneda y El secreto de sus ojos. Tienen 2 hijos, Guadalupe y Federico.

## Carrera
Juan José Campanella es conocido principalmente por su carrera en cine como director y guionista en las películas El mismo amor, la misma lluvia (1999), El hijo de la novia (2001), Luna de Avellaneda (2004), El secreto de sus ojos (2009) y Metegol. También fue uno de los productores y supervisores de la película Belgrano (2010), dirigida por Sebastián Pivotto.
El hijo de la novia fue nominada al Oscar a la mejor película de habla no inglesa, al igual que El secreto de sus ojos, que obtuvo el premio en 2010 y más tarde fue adaptada en 2015 con el título Secret in Their Eyes.
En televisión ha sido creador, director y guionista de las series Vientos de agua (2006), El hombre de tu vida (2011-2012) y Entre caníbales (2015). También ha trabajado en varios programas educativos y sociales para el canal Encuentro del Ministerio de Educación. En Estados Unidos ha dirigido algunos capítulos de series como Law & Order: Special Victims Unit, House M. D. y Halt and Catch Fire.
Es presidente de la productora de cine y televisión 100 Bares.
Campanella suele trabajar con los mismos actores, entre ellos Ricardo Darín, Eduardo Blanco, Héctor Alterio, Soledad Villamil, Guillermo Francella y Pablo Rago.

## Reconocimientos
En 2006 le fue otorgada la nacionalidad española por carta de naturaleza, una concesión especial de España a personas de particulares méritos.
En 2014 fue homenajeado en la Cámara de Diputados de la Nación Argentina por su trayectoria.

## Filmografía

### Cine
| Año  | Película                                                        | Papel                                              |
| ---- | --------------------------------------------------------------- | -------------------------------------------------- |
| 1979 | Prioridad nacional (mediometraje)                               | Director y actor                                   |
| 1984 | Victoria 392 (no estrenada comercialmente)                      | Director, productor, guionista, actor y montaje    |
| 1991 | The Boy Who Cried Bitch (película estadounidense independiente) | Director                                           |
| 1999 | Ni el tiro del final                                            | Director y guionista                               |
| 1999 | El mismo amor, la misma lluvia                                  | Director y guionista                               |
| 2001 | El hijo de la novia                                             | Director, guionista y actor (cameo como un médico) |
| 2004 | Luna de Avellaneda                                              | Director y guionista                               |
| 2009 | El secreto de sus ojos                                          | Director y guionista                               |
| 2010 | Belgrano                                                        | Productor, supervisor y montaje                    |
| 2013 | Metegol                                                         | Director y guionista                               |
| 2019 | El cuento de las comadrejas                                     | Director y guionista                               |
| 2023 | La extorsión                                                    | Productor                                          |
| 2025 | Parque Lezama (anunciada)                                       | Director                                           |
| 2026 | Mafalda (anunciada)                                             | Director                                           |

### Televisión
| Año       | Serie/telenovela                       | Papel                                            | Notas                                            |
| --------- | -------------------------------------- | ------------------------------------------------ | ------------------------------------------------ |
| 1992-1996 | Lifestories: Families in crisis        | Director                                         | Serie de televisión estadounidense, 6 episodios  |
| 1995      | CBS Schoolbreak Special                | Director                                         | Serie de televisión estadounidense, 1 episodio   |
| 2000      | Strangers with Candy                   | Director                                         | Serie de televisión estadounidense, 6 episodios  |
| 2001      | Culpables                              | Coguionista                                      | Serie de televisión argentina                    |
| 2002      | Ed                                     | Director                                         | Serie de televisión estadounidense, 1 episodio   |
| 2002      | The Guardian                           | Director                                         | Serie de televisión estadounidense, 1 episodio   |
| 2003      | Dragnet                                | Director                                         | Serie de televisión estadounidense, 1 episodio   |
| 2006      | Seis grados                            | Director                                         | Serie de televisión estadounidense, 1 episodio   |
| 2006      | Law & Order: Special Victims Unit      | Director                                         | Serie de televisión estadounidense, 17 episodios |
| 2006      | 30 Rock                                | Director                                         | Serie de televisión estadounidense, 17 episodios |
| 2006      | Vientos de agua                        | Creador, director y guionista                    | Miniserie de televisión argentino-española       |
| 2007-2010 | House M. D.                            | Director                                         | Serie de televisión estadounidense, 5 episodios  |
| 2011      | Recordando el show de Alejandro Molina | Cocreador junto a Alejandro Dolina               | Ciclo televisivo argentino                       |
| 2011      | Un año para recordar                   | Cameo como él mismo                              | Telecomedia argentina, 1 episodio                |
| 2011-2012 | El hombre de tu vida                   | Creador, director y guionista                    | Serie de televisión argentina                    |
| 2014      | Halt and Catch Fire                    | Director                                         | Serie de televisión estadounidense, 5 episodios  |
| 2015      | Entre caníbales                        | Creador, director y guionista                    | Serie de televisión argentina                    |
| 2016      | Colony                                 | Director y productor ejecutivo                   | Serie de televisión estadounidense               |
| 2017      | Mini Beat Power Rockers                | Creador                                          | Serie de televisión estadounidense               |
| 2020      | Law & Order: Special Victims Unit      | Director                                         | Serie de televisión estadounidense               |
| 2021      | Los enviados                           | Director                                         | Serie de televisión mexicana                     |
| 2022      | Night Sky                              | Director                                         | Serie de televisión estadounidense               |
| TBA       | Mafalda                                | Creador y basado en los cómics creados por Quino | Serie de televisión argentina                    |

### Videoclips
| Año  | Título               | Rol      | Grupo musical | Álbum                  |
| ---- | -------------------- | -------- | ------------- | ---------------------- |
| 2012 | "La vuelta al mundo" | Director | Calle 13      | Entren los que quieran |

## Premios y nominaciones
Campanella ha recibido distintos premios Cóndor de Plata, Martín Fierro y Clarín. En 2011, le otorgaron dos Premios Konex. Fuera de su país, fue nominado a cuatro Premios Goya, de los que ganó dos por El secreto de sus ojos y Metegol. El secreto de tus ojos obtuvo el premio Óscar a la mejor película de habla no inglesa.
Premios Óscar
| Año  | Categoría                          | Película               | Resultado |
| ---- | ---------------------------------- | ---------------------- | --------- |
| 2002 | Mejor película de habla no inglesa | El hijo de la novia    | Nominado  |
| 2010 | Mejor película de habla no inglesa | El secreto de sus ojos | Ganador   |

Premios Goya
| Año  | Categoría                     | Película               | Resultado |
| ---- | ----------------------------- | ---------------------- | --------- |
| 2009 | Mejor película iberoamericana | El secreto de sus ojos | Ganador   |
| 2009 | Mejor director                | El secreto de sus ojos | Nominado  |
| 2009 | Mejor guion adaptado          | El secreto de sus ojos | Nominado  |
| 2014 | Mejor película de animación   | Metegol                | Ganador   |

Premios Cóndor de Plata
| Año  | Categoría            | Película                       | Resultado |
| ---- | -------------------- | ------------------------------ | --------- |
| 2013 | Mejor director       | Metegol                        | Nominado  |
| 2013 | Mejor guion adaptado | Metegol                        | Nominado  |
| 2013 | Mejor montaje        | Metegol                        | Ganador   |
| 2009 | Mejor director       | El secreto de sus ojos         | Ganador   |
| 2009 | Mejor guion adaptado | El secreto de sus ojos         | Ganador   |
| 2009 | Mejor montaje        | El secreto de sus ojos         | Ganador   |
| 2004 | Mejor director       | Luna de Avellaneda             | Nominado  |
| 2004 | Mejor guion original | Luna de Avellaneda             | Nominado  |
| 2001 | Mejor director       | El hijo de la novia            | Ganador   |
| 2001 | Mejor guion original | El hijo de la novia            | Ganador   |
| 1999 | Mejor director       | El mismo amor, la misma lluvia | Ganador   |
| 1999 | Mejor guion original | El mismo amor, la misma lluvia | Ganador   |

Premios Konex
| Año  | Categoría                             | Resultado |
| ---- | ------------------------------------- | --------- |
| 2011 | Diploma al Mérito - Director de cine  | Ganador   |
| 2011 | Konex de Platino - Director de cine   | Ganador   |
| 2011 | Diploma al Mérito - Guionista de cine | Ganador   |
| 2011 | Konex de Platino - Guionista de cine  | Ganador   |

Premios Martín Fierro
| Año  | Categoría              | Película             | Resultado |
| ---- | ---------------------- | -------------------- | --------- |
| 2001 | Mejor autor/libretista | Culpables            | Ganador   |
| 2006 | Mejor director         | Vientos de agua      | Ganador   |
| 2006 | Mejor autor/libretista | Vientos de agua      | Ganador   |
| 2011 | Mejor director         | El hombre de tu vida | Ganador   |
| 2011 | Mejor autor/libretista | El hombre de tu vida | Ganador   |
| 2012 | Mejor director         | El hombre de tu vida | Ganador   |
| 2012 | Mejor autor/libretista | El hombre de tu vida | Nominado  |

Premios Clarín
| Año  | Categoría      | Película               | Resultado |
| ---- | -------------- | ---------------------- | --------- |
| 2009 | Mejor director | El secreto de sus ojos | Ganador   |
| 2009 | Mejor guion    | El secreto de sus ojos | Ganador   |

Medallas del Círculo de Escritores Cinematográficos
| Año  | Categoría            | Película               | Resultado |
| ---- | -------------------- | ---------------------- | --------- |
| 2009 | Mejor guion adaptado | El secreto de sus ojos | Ganador   |
| 2009 | Mejor director       | El secreto de sus ojos | Nominado  |
| 2009 | Mejor montaje        | El secreto de sus ojos | Nominado  |